# 679552 Efspringer
679552 Efspringer este o planetă minoră (asteroid) din centura de asteroizi. A fost descoperită pe 31 octombrie 2013 la Piszkéstetői Obszervatórium⁠(d) de Krisztián Sárneczky⁠(d). 
Obiectul prezintă o orbită caracterizată de o semiaxă mare de 2,1462869501158 UAi, o excentricitate de 0,18141913127192, o înclinație de 4,4199483503773 ° în raport cu ecliptica.